# Julijans Vaivods
Julijans Vaivods (ur. 18 sierpnia 1895 w Vārkava w gminie Vārkava, zm. 24 maja 1990 w Rydze) – łotewski duchowny rzymskokatolicki, administrator apostolski Rygi i Lipawy w latach 1964–1990, kardynał.

## Życiorys
Został wyświęcony na kapłana 7 kwietnia 1918, po zakończeniu studiów w Cesarskiej Rzymskokatolickiej Akademii Duchownej w Petersburgu. W listopadzie 1964 roku został mianowany administratorem apostolskim Rygi i Lipawy i wyświęcony na biskupa. Do godności kardynalskiej z tytułem prezbitera bazyliki Czterech Koronowanych Świętych został wyniesiony 2 lutego 1983 przez Jana Pawła II.
Wyświęcił na kapłanów późniejszych biskupów ukraińskich: Marcjana Trofimiaka, Leona Dubrawskiego i Bronisława Bernackiego.
Pochowany jest w bazylice Wniebowzięcia Najświętszej Maryi Panny w Agłonie, we wschodniej Łotwie.